# 中国评剧院

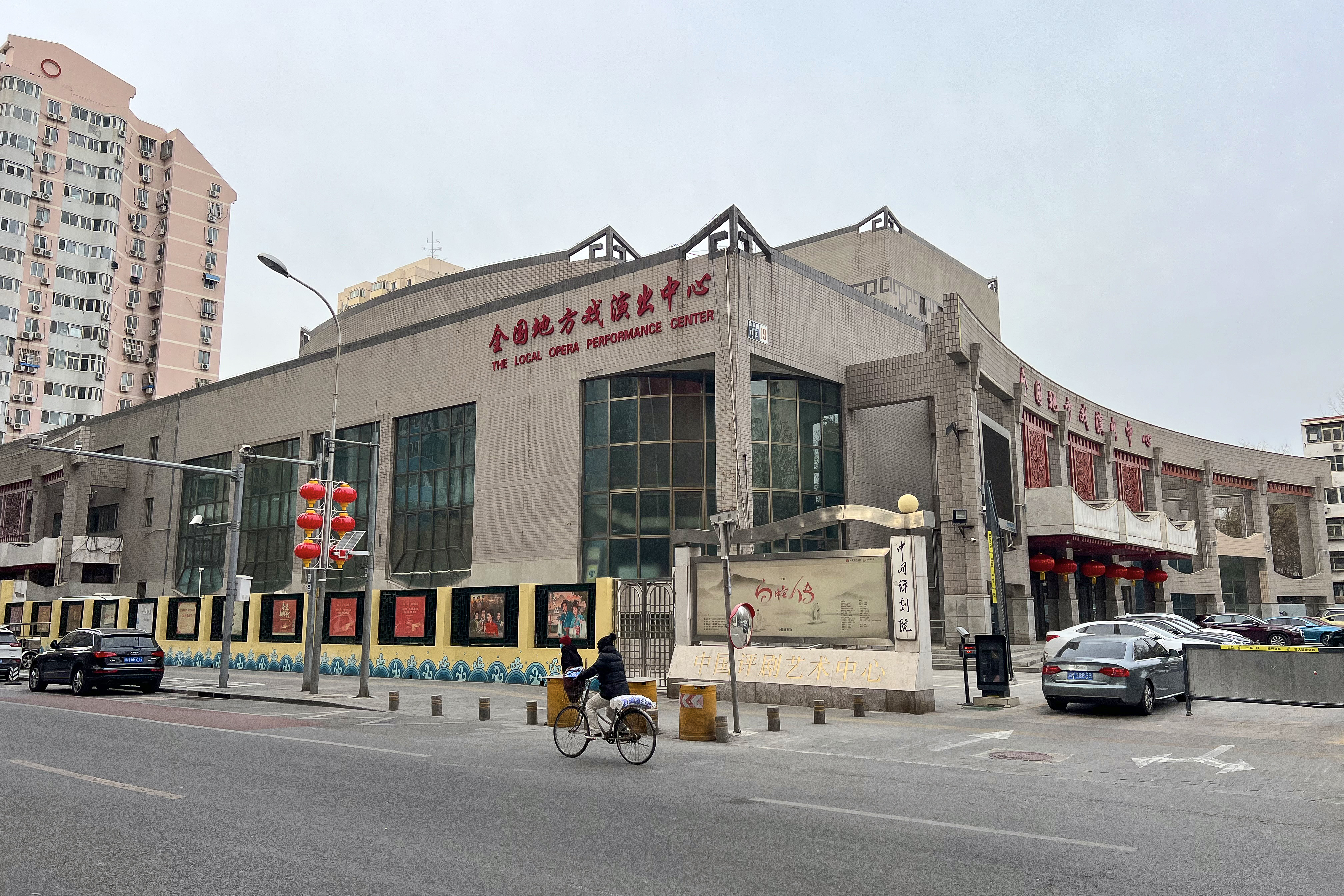
中国评剧院

中国评剧院是中华人民共和国的戏剧演出团体，1955年成立。

## 历史沿革
1953年，由小白玉霜、喜彩莲领衔的民营新中华评剧团和新凤霞领衔的军委解放评剧团合并成立中国评剧团。1955年改为中国评剧院。
1958年，由李忆兰、花月仙、袁凤霞等领衔的北京市评剧团并入中国评剧院。
2012年转企改制。